# Acceptable in the 80s
«Acceptable in the 80's» es una canción electropop realizada por el músico escocés Calvin Harris incluida en su álbum debut I Created Disco. Fue lanzado como sencillo el 11 de diciembre de 2006 y relanzado en 2007. La melodía está inspirada en la canción «Happy House», de la banda popular de la década de 1980, Siouxsie & the Banshees. La canción se convirtió en el primer éxito de Harris en el Reino Unido, alcanzando la décima posición en el UK Singles Chart.

## Video musical
El video fue dirigido por Woof Wan-Bau. Cuenta con muchas referencias a la época, muestra varias escenas bizarras como los grandes peinados estereotipadas y colores brillantes y dayglo, y una curiosa parte donde unos científicos realizan una disección de lo que parece ser una nutria. También muestra a una estilista manipulando productos para un peinado, un chef de la televisión, y como curar una rodilla. Esto puede ser una referencia a que en la década de 1980, se experimentaba con animales para la realización de productos cosméticos. Este método era legal en el Reino Unido, en aquel tiempo.

## Lista de canciones
| 10" (FLYEYE 001) |                         |          |  |
| N.º              | Título                  | Duración |  |
| 1.               | «Acceptable In The 80s» | 5:33     |  |
| 2.               | «This Is The Industry»  | 3:36     |  |

| 12" (FLYEYE 003) |                                             |          |  |
| N.º              | Título                                      | Duración |  |
| 1.               | «Acceptable In The 80s» (Tom Neville Remix) | 7:16     |  |
| 2.               | «Acceptable In The 80s»                     | 5:33     |  |
| 3.               | «Acceptable In The 80s» (Glimmers Remix)    | 5:58     |  |

| Maxi CD (FLYEYE 004) |                                             |          |  |
| N.º                  | Título                                      | Duración |  |
| 1.                   | «Acceptable In The 80s» (Radio Edit)        | 3:31     |  |
| 2.                   | «Love For You»                              | 3:49     |  |
| 3.                   | «Acceptable In The 80s»                     | 5:33     |  |
| 4.                   | «Acceptable In The 80s» (Tom Neville Remix) | 7:16     |  |

## Apariciones
El sencillo apareció como tema en el juego para NDS "DJ Star", incluyendo otro de sus singles, "I'm not alone". Estos dos temas podían ser pinchados en dicho juego.

## Posicionamiento en listas
| Lista (2007-08)                | Mejor posición |
| ------------------------------ | -------------- |
| Alemania (Media Control AG)    | 30             |
| Australia (ARIA Chart)         | 97             |
| Dinamarca (Tracklisten)        | 14             |
| Irlanda (IRMA)                 | 30             |
| Reino Unido (UK Singles Chart) | 10             |
| Sudáfrica (5FM)                | 9              |